# Região de Subordinação à República

Karotegin

A Região de Subordinação à República (em tajique:  Ноҳияҳои тобеи ҷумҳурӣ, Nohijahoi tobei çumhurī; em persa: ناحیه های تابع جمهوری; em russo:  Районы республиканского подчинения, Rayonî respublikanskogo podchineniya) é uma região do Tajiquistão, que contém 13 distritos e que está diretamente sob a administração central do Estado tajiquistanês.
Era antigamente conhecido como província de Karotegin. Situa-se no centro do país.

## Distritos
Atualmente a sua divisão interna consta de treze distritos:
- Tursunzoda
- Shahrinaw
- Hisor
- Rudaki
- Varzob
- Vahdat
- Faizobod
- Roghun
- Nurobod
- Rasht
- Tavildara
- Tojikobod
- Jirgatol

## Estatísticas
- Capital: Duxambé
- População: 1606900 hab. (2008)
- Área: 28 400 km²